# Родионово-Несветайский район
Родионово-Несветайский райо́н — административно-территориальная единица (район) и муниципальное образование (муниципальный район) в составе Ростовской области Российской Федерации.
Районный центр — слобода Родионово-Несветайская. До областного центра г. Ростова-на-Дону — 41 км.

## История
Образован район в 1935 году в связи с разукрупнением районов Азово-Черноморского края. С 1920 по апрель 1924 гг. территория района входила в состав Донецкой губернии УССР. В 1953 году к ней была присоединена территория Большекрепинского района, а в 1962 году — часть земель Красносулинского района. В таком составе район существовал до 1963 года, в этом же году он был упразднен. Часть его территории вошла в Матвеево-Курганский район, оставшаяся — в Октябрьский район. Однако интересы развития народного хозяйства и совершенствования административного деления области настоятельно потребовали восстановления Родионово-Несветайского района в 1965 году.

## География
Родионово-Несветайский район расположен на юго-западе Ростовской области. Район граничит на севере с Луганской областью Украины и Красносулинским районом, на востоке с землями Октябрьского и Аксайского районов, на юге с Аксайским и Мясниковскими районами, на западе с Куйбышевским, Матвеево-Курганским и Неклиновским районами Ростовской области.

## Население
| 2002    | 2009    | 2010    | 2011    | 2012    | 2013    | 2014    | 2015    | 2016    |
| ------- | ------- | ------- | ------- | ------- | ------- | ------- | ------- | ------- |
| 23 391  | ↘23 107 | ↗23 632 | ↘23 625 | ↘23 444 | ↘23 238 | ↘23 182 | ↘23 107 | ↘22 748 |
| 2017    | 2018    | 2019    | 2020    | 2021    |         |         |         |         |
| ↘22 461 | ↘22 224 | ↘22 008 | ↘21 917 | ↘21 878 |         |         |         |         |

Национальный состав
По итогам переписи населения 2020 года проживали следующие национальности (национальности менее 0,1 % и другое см. в сноске к строке «Другие»):
| Национальность | Численность, чел. | Доля     |
| -------------- | ----------------- | -------- |
| Русские        | 18 019            | 93,45 %  |
| Армяне         | 424               | 2,20 %   |
| Турки          | 113               | 0,59 %   |
| Украинцы       | 78                | 0,40 %   |
| Табасараны     | 57                | 0,30 %   |
| Узбеки         | 52                | 0,27 %   |
| Корейцы        | 44                | 0,23 %   |
| Азербайджанцы  | 29                | 0,15 %   |
| Молдаване      | 22                | 0,11 %   |
| Другие         | 444               | 2,30 %   |
| Итого          | 19 282            | 100,00 % |

## Административно-муниципальное устройство
В Родионово-Несветайском районе 53 населённых пункта в составе шести сельских поселений:
| № | Сельские поселения                        | Административный центр         | Количество населённых пунктов | Население | Площадь, км² |
| - | ----------------------------------------- | ------------------------------ | ----------------------------- | --------- | ------------ |
| 1 | Барило-Крепинское сельское поселение      | слобода Барило-Крепинская      | 15                            | ↘4568     | 444,80       |
| 2 | Болдыревское сельское поселение           | хутор Болдыревка               | 11                            | ↘1794     | 196,17       |
| 3 | Большекрепинское сельское поселение       | слобода Большекрепинская       | 9                             | ↘3199     | 375,88       |
| 4 | Волошинское сельское поселение            | хутор Волошино                 | 6                             | ↘1941     | 152,32       |
| 5 | Кутейниковское сельское поселение         | слобода Кутейниково            | 5                             | ↗2240     | 167,35       |
| 6 | Родионово-Несветайское сельское поселение | слобода Родионово-Несветайская | 7                             | ↘8077     | 210,40       |

| №  | Населённый пункт       | Тип                             | Население | Муниципальное образование                 |
| -- | ---------------------- | ------------------------------- | --------- | ----------------------------------------- |
| 1  | Авилов                 | хутор                           | 430       | Родионово-Несветайское сельское поселение |
| 2  | Аграфеновка            | слобода                         | ↘957      | Барило-Крепинское сельское поселение      |
| 3  | Алексеево-Тузловка     | слобода                         | ↘532      | Барило-Крепинское сельское поселение      |
| 4  | Атамано-Власовка       | хутор                           | ↘243      | Барило-Крепинское сельское поселение      |
| 5  | Балабино-Русский       | хутор                           | ↗24       | Барило-Крепинское сельское поселение      |
| 6  | Барило-Крепинская      | слобода                         | ↘1139     | Барило-Крепинское сельское поселение      |
| 7  | Болдыревка             | хутор                           | 852       | Болдыревское сельское поселение           |
| 8  | Большекрепинская       | слобода                         | 1995      | Большекрепинское сельское поселение       |
| 9  | Большой Должик         | хутор                           | 327       | Родионово-Несветайское сельское поселение |
| 10 | Бунако-Соколовец       | хутор                           | ↘190      | Барило-Крепинское сельское поселение      |
| 11 | Бурбуки                | хутор                           | 22        | Болдыревское сельское поселение           |
| 12 | Весёлый                | хутор                           | 881       | Родионово-Несветайское сельское поселение |
| 13 | Вишневка               | хутор                           | 1         | Болдыревское сельское поселение           |
| 14 | Волошино               | хутор                           | 762       | Волошинское сельское поселение            |
| 15 | Выдел                  | хутор                           | 544       | Большекрепинское сельское поселение       |
| 16 | Генеральское           | село                            | 802       | Волошинское сельское поселение            |
| 17 | Глинки                 | хутор                           | 87        | Волошинское сельское поселение            |
| 18 | Гребцово               | хутор                           | 335       | Кутейниковское сельское поселение         |
| 19 | Греково-Балка          | хутор                           | 54        | Болдыревское сельское поселение           |
| 20 | Греково-Ульяновка      | село                            | 362       | Большекрепинское сельское поселение       |
| 21 | Дарьевка               | хутор                           | 615       | Болдыревское сельское поселение           |
| 22 | Золотаревка            | хутор                           | ↗240      | Барило-Крепинское сельское поселение      |
| 23 | Ивановка               | хутор                           | ↘68       | Барило-Крепинское сельское поселение      |
| 24 | Ивановка               | хутор                           | 41        | Волошинское сельское поселение            |
| 25 | Калиновка              | хутор                           | 2         | Родионово-Несветайское сельское поселение |
| 26 | Каменный Брод          | хутор                           | 711       | Кутейниковское сельское поселение         |
| 27 | Каршенно-Анненка       | село                            | 193       | Большекрепинское сельское поселение       |
| 28 | Кирбитово              | хутор                           | 24        | Кутейниковское сельское поселение         |
| 29 | Красильников           | хутор                           | 36        | Болдыревское сельское поселение           |
| 30 | Краснознаменка         | хутор                           | 77        | Болдыревское сельское поселение           |
| 31 | Курлаки                | хутор                           | 121       | Волошинское сельское поселение            |
| 32 | Кутейниково            | слобода                         | 1121      | Кутейниковское сельское поселение         |
| 33 | Маяки                  | хутор                           | ↘409      | Барило-Крепинское сельское поселение      |
| 34 | Мезенцев               | хутор                           | ↘23       | Барило-Крепинское сельское поселение      |
| 35 | Нагорно-Тузловка       | хутор                           | ↘96       | Барило-Крепинское сельское поселение      |
| 36 | Нижнесоленый           | хутор                           | 26        | Болдыревское сельское поселение           |
| 37 | Новая Украина          | хутор                           | 6         | Большекрепинское сельское поселение       |
| 38 | Новоегоровка           | хутор                           | 96        | Родионово-Несветайское сельское поселение |
| 39 | Новопрохоровка         | хутор                           | ↘202      | Барило-Крепинское сельское поселение      |
| 40 | Новотроицкий           | хутор                           | 185       | Болдыревское сельское поселение           |
| 41 | Октябрьский            | хутор                           | 118       | Кутейниковское сельское поселение         |
| 42 | Павленков              | хутор                           | 266       | Родионово-Несветайское сельское поселение |
| 43 | Папчино                | хутор                           | 203       | Большекрепинское сельское поселение       |
| 44 | Персиановка            | хутор                           | 29        | Большекрепинское сельское поселение       |
| 45 | Плато-Ивановка         | село                            | ↘599      | Барило-Крепинское сельское поселение      |
| 46 | Поповка                | хутор                           | 54        | Болдыревское сельское поселение           |
| 47 | Почтовый Яр            | хутор                           | 152       | Большекрепинское сельское поселение       |
| 48 | Родионово-Несветайская | слобода, административный центр | ↘6207     | Родионово-Несветайское сельское поселение |
| 49 | Таврический № 20       | хутор                           | 78        | Болдыревское сельское поселение           |
| 50 | Тимский                | хутор                           | ↘67       | Барило-Крепинское сельское поселение      |
| 51 | Филинский              | хутор                           | ↘40       | Барило-Крепинское сельское поселение      |
| 52 | Чистополье             | село                            | 151       | Большекрепинское сельское поселение       |
| 53 | Юдино                  | хутор                           | 212       | Волошинское сельское поселение            |

## Экономика
Родионово-Несветайский район — сельскохозяйственный, основная часть его предприятий занимается выращиванием и переработкой сельскохозяйственной продукции. На его территории работает 15 сельхозпредприятий, которые специализируются на выращивании зерновых, крупяных и масличных культур, производстве животноводческой продукции. На их базе развивается местная перерабатывающая промышленность: мельницы, цеха по производству подсолнечного масла.
Промышленность в Родионово-Несветайском районе представлена только малыми предприятиями и непромышленными (переработка сельскохозяйственной продукции), находящимися в сельскохозяйственных производственных кооперативах.

## Достопримечательности
- 14 февраля 1943 года шли бои за освобождение района, в бою отличились танкисты 39-й танкового полка из состава 82-й механизированной бригады четвёртого Гвардейского механизированного корпуса. В селе Родионовке установлен памятник героям-танкистам — танк ИС-3[22].
- Памятник на братской могиле в хуторе Болдыревка.
- Памятник на братской могиле в хуторе Каменный  Брод ( воинам 3-го сводного курсантского полка 1-го РАУ, погибшим 16 - 20 ноября 1941 г. )
- Памятный знак на месте боевых действий  у кургана Бабачий, посвящённый воинам 3-го сводного курсантского полка 1-го РАУ.

Памятники археологии Родионово-Несветайского района
Курганная группа «Родионовский I» (3 кургана).
- Курганная группа «Авиловский I» (3 кургана).
- Курганная группа «Авиловский III» (5 курганов).
- Курганная группа «Аграфеновский I» (2 кургана).
- Курганная группа «Атамано-Власовский I» (6 курганов).
- Курганная группа «Алексеево-Тузловский» (3 кургана).
- Курганная группа «Атамано-Власовский I» (6 курганов).
- Курганная группа « Бабачий II » ( 3 кургана ).
- Курганная группа «Барило-Крепинский XIV» (3 кургана).
- Курганная группа «Барило-Крепинский XIV» (3 кургана).

Всего на учёте в Родионово-Несветайском районе Ростовской области находится 225 памятника археологии.
Объекты культурного наследия регионального значения
- Православная церковь в селе Аграфеновка.
- Памятник В. И. Ленину в станице Родионо-Несветайская.
- Памятник В. И. Ленину в селе Аграфеновка.
- Памятник В. И. Ленину в селе Большекрепинская[24].

## Религиозные учреждения
Храмы Шахтинской епархии Русской православной церкви:
- Храм святителя Николая
- Церковь иконы Божией Матери «Одигитрия» в селе Аграфеновка. Построена в 1844—1846 годах.
- Церковь Петра и Павла в  хуторе Каменный Брод. Построена в 1892 году

## Люди, связанные с районом
- Алексеев, Эдуард Константинович (1974—1996) — Герой Российской Федерации.
- Буренко, Василий Иванович (1922—1997) — Герой Советского Союза.
- Ершов, Иван Васильевич (1867—1943) — оперный певец, народный артист СССР).
- Нечепуренко, Иван Иванович (1918—1990) — Герой Советского Союза.